# سي. إس. هايمان
سي. إس. هايمان هو لاعب كريكت وسياسي كندي، ولد في 31 أغسطس 1854 في لندن في كندا، وتوفي في 8 أكتوبر 1926. نشط حزبياً في الحزب الليبرالي الكندي. وقد انتخب عضو مجلس العموم الكندي.